# Schmalenbeck (Grasberg)
Schmalenbeck (plattdeutsch Smalenbeek) ist ein Ortsteil der Gemeinde Grasberg im niedersächsischen Landkreis Osterholz. Der Ort liegt östlich des Kernortes Grasberg. Westlich verläuft die Landesstraße L 133.

## Geschichte
Der Ort wurde 1762 im Rahmen der Moorkolonisierung des Teufelsmoores gegründet. Im Jahr 1789 wird angegeben, dass in 26 Häusern 148 Einwohner lebten, darunter 79 Kinder. Im Jahr 1910 lebten dort 282 Einwohner, 1939 waren es 248.
Am 1. März 1974 wurden die Gemeinde aufgelöst und nach Grasberg eingemeindet.

## Denkmalgeschützte Gebäude
- Hofanlage Schmalenbecker Straße 14 von 1835 in Fachwerk mit Scheune und Ziehbrunnen
- Hofanlage Schmalenbecker Straße 20 von 1806 im Fachwerk mit Scheune